# Questioni naturali
Le Questioni naturali (Αἴτια φυσικά - Quaestiones naturales) sono un breve trattato di Plutarco, compreso nei suoi Moralia.

## Struttura
L'opera comprende 31 problemi più 8 problemi extra nella traduzione latina di Longolius più altri 2 nell'adattamento di Michele Pselloː in effetti, anche da altre opere risulta che Plutarco era molto interessato al mondo naturale che lo circondava, non solo in termini di composizione elementare e processi fisici, ma anche rispetto al suo provvidenziale ordinamento e alle sue meraviglie. L'autore mostra inequivocabilmente un enorme interesse per il mondo dei fenomeni naturali, affrontando un'ampia varietà di questioni, a volte piuttosto peculiari, relative alla fisica greca antica, inclusi problemi relativi ai campi della zoologia, botanica, meteorologia e le loro rispettive sottodiscipline.
Probabilmente Plutarco la compose in più fasi, il che spiega sia l'abbondanza di argomenti condivisi con le Quaestiones convivales (considerato di tarda composizione), sia il fatto che Plutarco si ritrae in quell'opera come un giovane studente che lavora su questo tipo di problemi con Ammonio ad Atene. 
Le Quaestiones naturales si situano all'interno del genere antico dell'eziologia fisica, e l'ovvio precedente, genere a sé stante, è quello dei Problemata pseudo-aristotelici. Probabilmente scopo dell'opera è promuovere l'esercizio della mente (sfida teorica) e la facilità della mente (εὐθυμία). Quest'ultimo obiettivo collegherebbe il testo al progetto filosofico-religioso di Plutarco.